# Mike Nazaruk
Michael „Mike“ Nazaruk (* 2. Oktober 1921 in Newark, New Jersey; † 1. Mai 1955 in Langhorne, Pennsylvania) war ein US-amerikanischer Autorennfahrer. Seine Rennfahrerkollegen gaben ihm den Spitznamen „Iron Mike“.

## Karriere
Mike Nazaruk diente im Zweiten Weltkrieg in der US-amerikanischen Armee und war als Marinesoldat bei den Einsätzen in Guam und Guadalcanal dabei.
Nach dem Krieg begann Nazaruks Motorsportkarriere. Er wurde zu einem der besten Midget-Car-Rennfahrer der 1940er-Jahre und gewann 1949 die Meisterschaft des American Racing Drivers Club.
1951 wechselte er in die AAA-National-Serie und wurde bei seinem ersten Antreten beim 500-Meilen-Rennen von Indianapolis Zweiter. 1954 wurde er Fünfter.  Insgesamt bestritt er 36 Rennen der AAA-National-Serie. Seinen einzigen Sieg in dieser Klasse feierte er 1952 auf der Milwaukee Mile. 1955 verunglückte Nazaruk bei einem Sprint-Car-Rennen in Langhorne tödlich, möglicherweise, weil er seine Schutzbrille säuberte und dadurch kurz unaufmerksam wurde.
Da die 500 Meilen von Indianapolis von 1950 bis 1960 zur Weltmeisterschaft der Formel 1 gehörten, erreichte Nazaruk durch seine drei Teilnahmen bei diesem Rennen insgesamt acht Punkte in der Fahrerweltmeisterschaft.

## Statistik

### Indy-500-Ergebnisse
| Jahr | Startnr. | Start | Qual (km/h) | Ergebnis | Runden | Führung | Ausfall |
| ---- | -------- | ----- | ----------- | -------- | ------ | ------- | ------- |
| 1951 | 83       | 7     | 212,704     | 2        | 200    | 0       |         |
| 1952 | 66       | DNQ   |             |          |        |         |         |
| 1953 | 83       | 23    | 218,368     | 21       | 146    | 0       | Motor   |
| 1954 | 73       | 14    | 224,612     | 5        | 200    | 0       |         |

| Legende  | Legende            | Legende                                                          |
| Farbe    | Abkürzung          | Bedeutung                                                        |
| -------- | ------------------ | ---------------------------------------------------------------- |
| Gold     | –                  | Sieg                                                             |
| Silber   | –                  | 2. Platz                                                         |
| Bronze   | –                  | 3. Platz                                                         |
| Grün     | –                  | Platzierung in den Punkten                                       |
| Blau     | –                  | Klassifiziert außerhalb der Punkteränge                          |
| Violett  | DNF                | Rennen nicht beendet (did not finish)                            |
| Violett  | NC                 | nicht klassifiziert (not classified)                             |
| Rot      | DNQ                | nicht qualifiziert (did not qualify)                             |
| Rot      | DNPQ               | in Vorqualifikation gescheitert (did not pre-qualify)            |
| Schwarz  | DSQ                | disqualifiziert (disqualified)                                   |
| Weiß     | DNS                | nicht am Start (did not start)                                   |
| Weiß     | WD                 | zurückgezogen (withdrawn)                                        |
| Hellblau | PO                 | nur am Training teilgenommen (practiced only)                    |
| Hellblau | TD                 | Freitags-Testfahrer (test driver)                                |
| ohne     | DNP                | nicht am Training teilgenommen (did not practice)                |
| ohne     | INJ                | verletzt oder krank (injured)                                    |
| ohne     | EX                 | ausgeschlossen (excluded)                                        |
| ohne     | DNA                | nicht erschienen (did not arrive)                                |
| ohne     | C                  | Rennen abgesagt (cancelled)                                      |
| ohne     | keine WM-Teilnahme |                                                                  |
| sonstige | P/fett             | Pole-Position                                                    |
| sonstige | 1/2/3/4/5/6/7/8    | Punktplatzierung im Sprint-/Qualifikationsrennen                 |
| sonstige | SR/kursiv          | Schnellste Rennrunde                                             |
| sonstige | *                  | nicht im Ziel, aufgrund der zurückgelegten Distanz aber gewertet |
| sonstige | ()                 | Streichresultate                                                 |
| sonstige | unterstrichen      | Führender in der Gesamtwertung                                   |